# Rammingen, Baden-Württemberg
Rammingen är en kommun (tyska Gemeinde) i Alb-Donau-Kreis i förbundslandet Baden-Württemberg i Tyskland. Folkmängden uppgår till cirka 1 400 invånare, på en yta av 14,03 kvadratkilometer.
Kommunen ingår i kommunalförbundet Langenau tillsammans med staden Langenau och kommunerna Altheim (Alb), Asselfingen, Ballendorf, Bernstadt, Börslingen, Breitingen, Holzkirch, Neenstetten, Nerenstetten, Öllingen, Setzingen och Weidenstetten.

## Befolkningsutveckling
| Befolkningsutvecklingen i Rammingen 1975–2015 | Befolkningsutvecklingen i Rammingen 1975–2015 | Befolkningsutvecklingen i Rammingen 1975–2015 | Befolkningsutvecklingen i Rammingen 1975–2015 | Befolkningsutvecklingen i Rammingen 1975–2015 |
| --------------------------------------------- | --------------------------------------------- | --------------------------------------------- | --------------------------------------------- | --------------------------------------------- |
|                                               |                                               |                                               |                                               |                                               |
| År                                            |                                               |                                               | Folkmängd                                     | Areal (ha)                                    |
| 1975                                          | 1975                                          |                                               | 940                                           | 1 403                                         |
| 1980                                          | 1980                                          |                                               | 983                                           |                                               |
| 1985                                          | 1985                                          |                                               | 1 032                                         |                                               |
| 1990                                          | 1990                                          |                                               | 1 163                                         |                                               |
| 1995                                          | 1995                                          |                                               | 1 234                                         | 1 404                                         |
| 2000                                          | 2000                                          |                                               | 1 271                                         |                                               |
| 2005                                          | 2005                                          |                                               | 1 306                                         | 1 403                                         |
| 2010                                          | 2010                                          |                                               | 1 263                                         |                                               |
| 2015                                          | 2015                                          |                                               | 1 272                                         |                                               |
|                                               |                                               |                                               |                                               |                                               |